# 山本茂樹
山本 茂樹（やまもと しげき、1968年 - ）は、日本の歴史学者。専門は日本近代史。旧姓は「相沢」。
1990年に愛媛大学法文学部を卒業。同大学大学院法学研究科を経て、2001年京都大学大学院人間・環境学研究科博士後期課程修了、博士（人間・環境学）。

## 著書

### 単著
- 『近衛篤麿―その明治国家観とアジア観』（ミネルヴァ書房、2001年）

### 共著
- 『近代日本のアジア観』（ミネルヴァ書房、1998年）
- 『近代日本政治思想史入門』（ミネルヴァ書房、1999年）

| スタブアイコン | サブスタブ | この項目は、まだ閲覧者の調べものの参照としては役立たない、人物に関連した書きかけの項目です。この項目を加筆・訂正などしてくださる協力者を求めています（P:人物伝/PJ:人物伝）。 |